# Maison au 25, Grand-Rue à Sarre-Union
La maison au 25, Grand-Rue est un monument historique situé à Sarre-Union, dans le département français du Bas-Rhin.

## Situation et accès
Ce bâtiment est situé au 25, Grand-Rue à Sarre-Union.

## Historique
L'édifice fait l'objet d'une inscription au titre des monuments historiques depuis 1934.

## Architecture

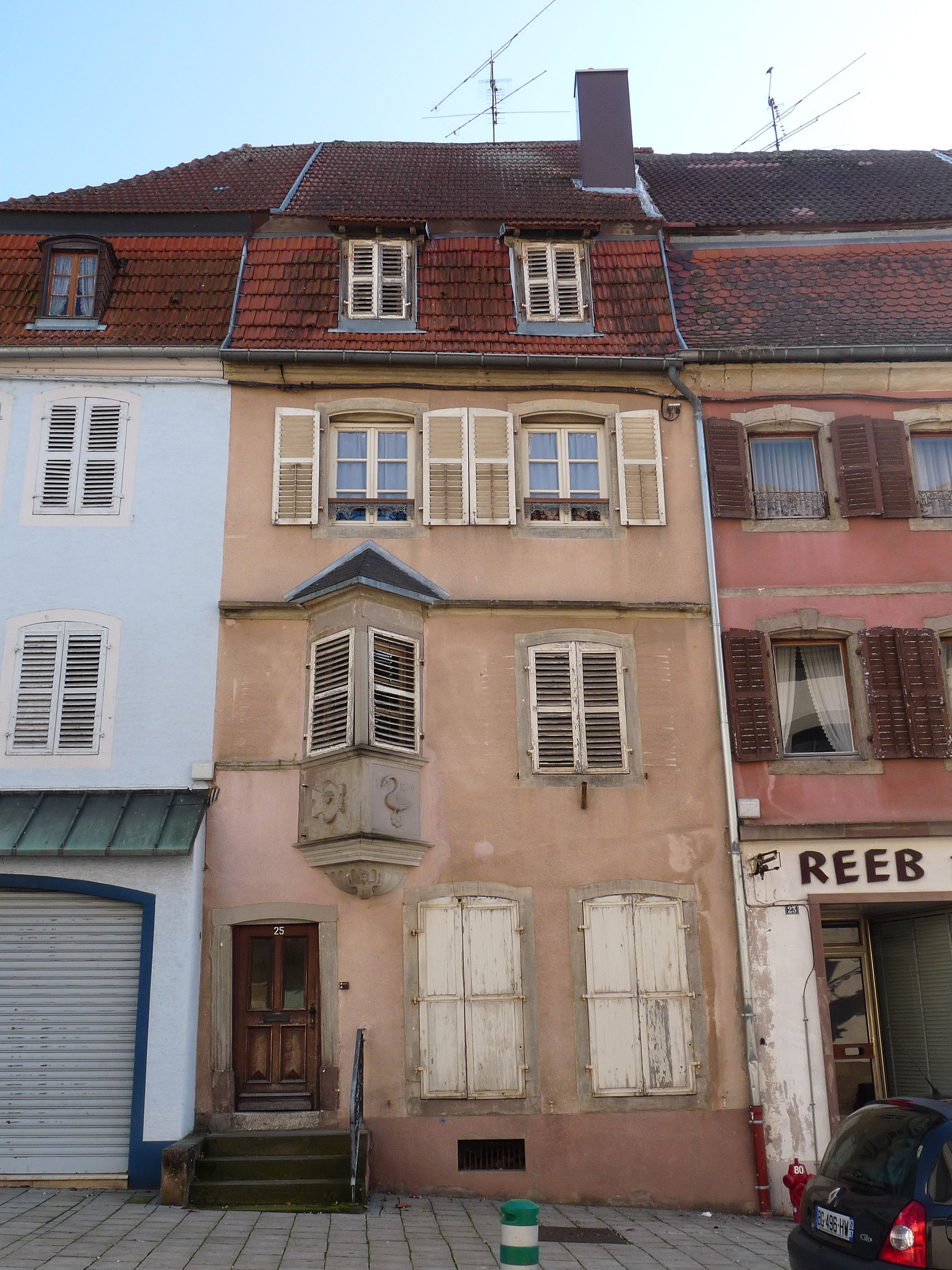
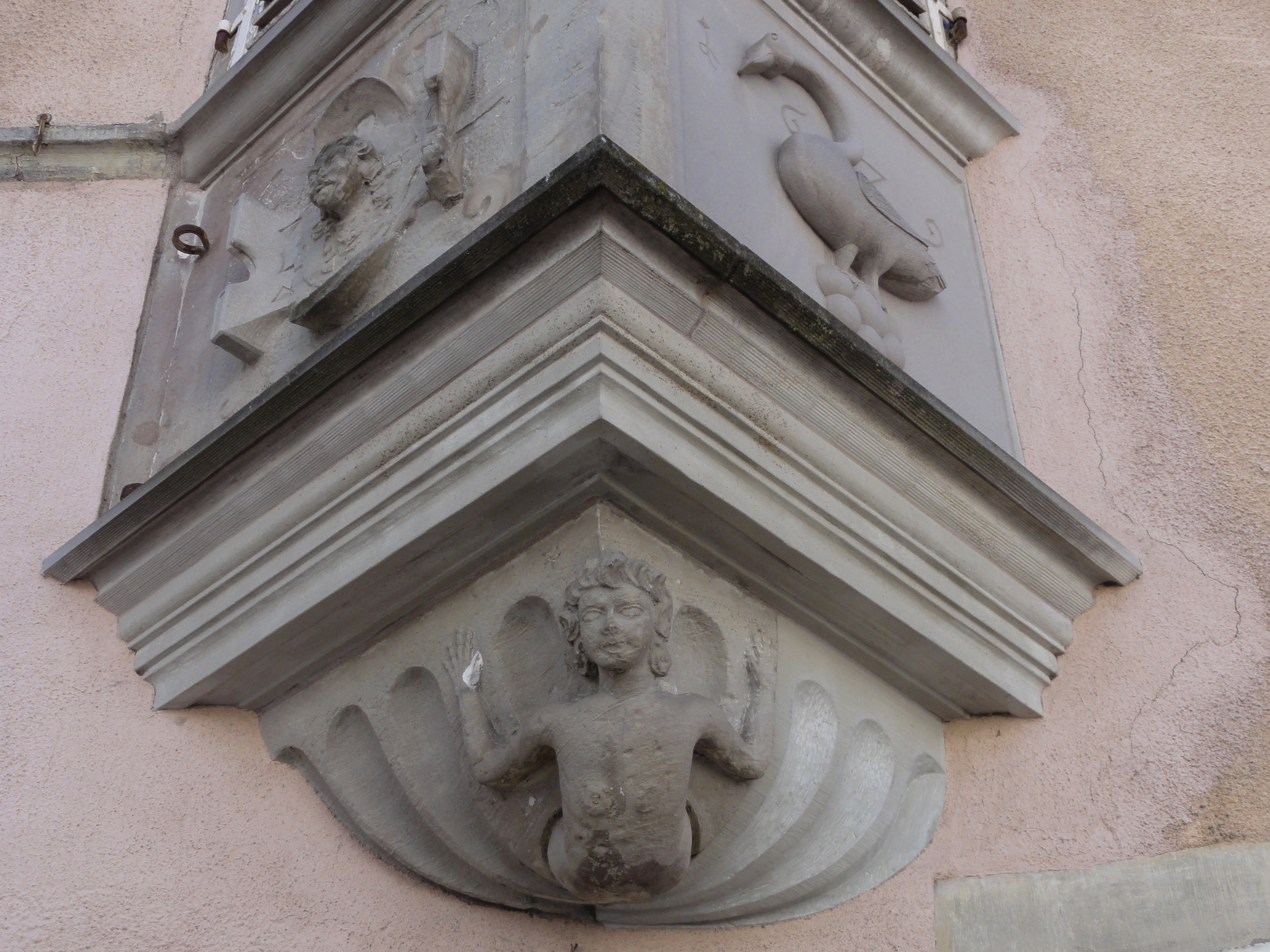
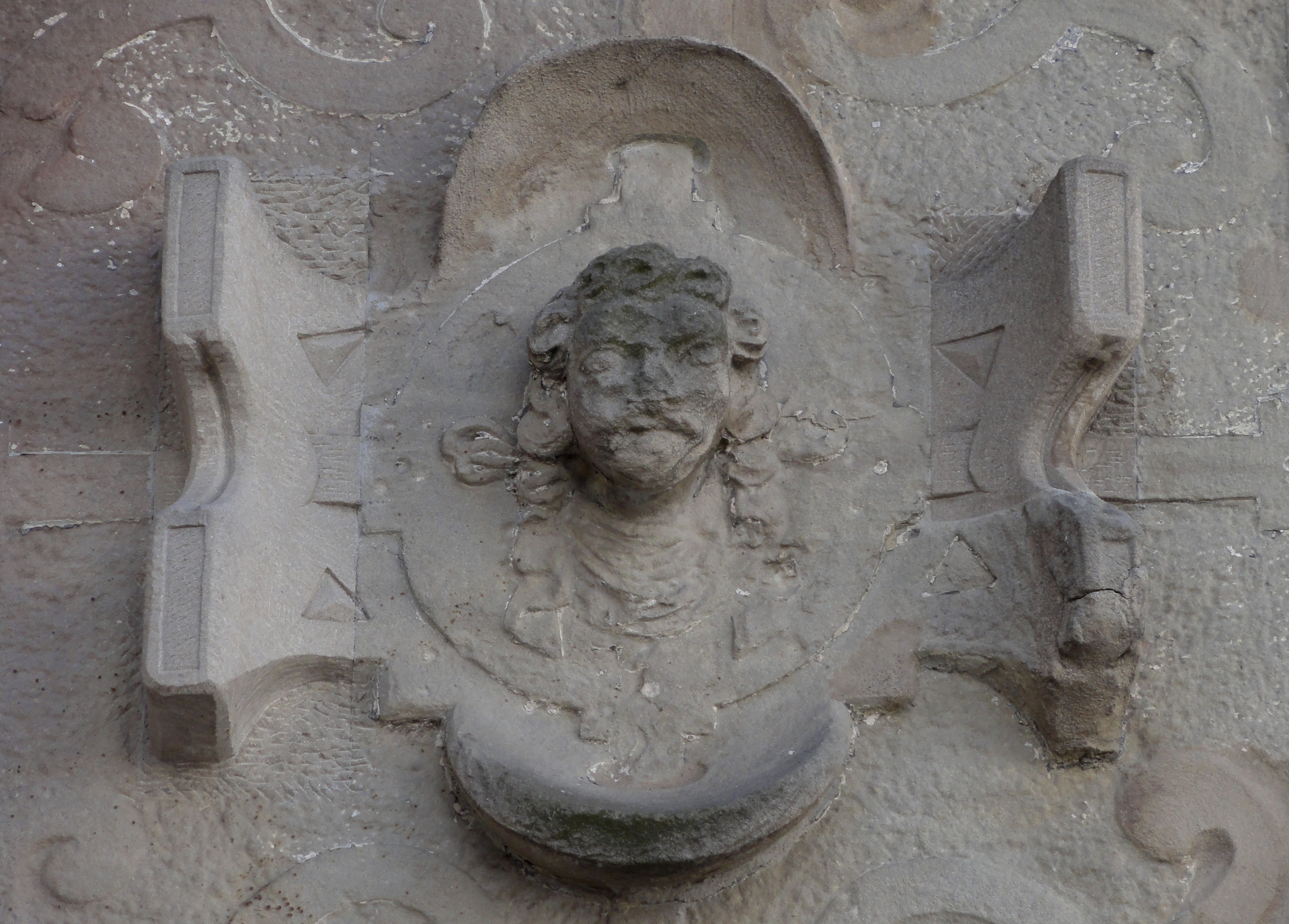